# هوليستون كولمان
هوليستون كولمان (بالإنجليزية: Holliston Coleman)‏ هي ممثلة أمريكية، ولدت في 30 يونيو 1992 في الولايات المتحدة.

## وصلات خارجية
- هوليستون كولمان على موقع IMDb (الإنجليزية)
- هوليستون كولمان على موقع ألو سيني (الفرنسية)
- هوليستون كولمان على موقع أول موفي (الإنجليزية)
- هوليستون كولمان على موقع قاعدة بيانات الفيلم (الإنجليزية)
- هوليستون كولمان على موقع كينوبويسك (الروسية)